# Порт Вера
Порт Вера (Угольный морской терминал «Порт Вера») — крупный порт по перевалке угля, расположенный на побережье Уссурийского залива, в районе мыса Открытый, посёлок Подъяпольское Шкотовского района Приморского края. Основной источник сырья для перевалки — Огоджинское угольное месторождения в Амурской области.

## Характеристики
Разрешенная осадка у причала порта составляет 12,11 м, длина причала — 246 м; он способен принимать суда до 50-55 тыс. тонн дедвейта. Специализация терминала — перевалка навалочных грузов, прежде всего — каменного угля. Терминал оснащён современным оборудованием; значительное внимание уделяется обеспечению экологической безопасности.
По состоянию на конец 2019 года объём инвестиций в проект превысил 7 млрд руб. Предполагаемый общий объём инвестиций (которые инвесторы полностью обеспечивают за счет собственных средств) до 2023 года — 15,4 млрд..
В 2020 году в порту было перевалено 2.6 млн т. угля. В 2022 году грузооборот терминала должен вырасти до 7 млн тонн, в долгосрочных планах — до 20 млн тонн.

## История
В 2014 году государственная корпорация «Ростех» подписала меморандум с китайской фирмой Shenhua. В проект вошли освоение Огоджинского месторождения, строительство ТЭС с ЛЭП для экспорта электричества в КНР и создание угольного порта Вера (общий объём инвестиций оценивался тогда в 8-10 млрд долларов. Однако в дальнейшем китайская сторона вышла из проекта; новым соинвестором стала в дальнейшем российская компания «А-Проперти».
Первый этап строительства был завершён в 2019 году, второй предполагается ввести в эксплуатацию до конца 2021 года.
В июне 2019 года между портом и администрацией Шкотовского муниципального района был заключён договор о помощи в социальной сфере. В числе прочего, к апрелю 2020 года порт инвестировал в строительство и ремонт дороги Подъяпольское — Мысовой — Большой Камень не менее 80 млн руб.; в общей сложности стоимость проекта составила 90 млн..
В декабре 2019 года проект по строительству в Приморском крае угольного морского терминала «Порт Вера» занял девятое место в рейтинге «(ТОП-10) инвестиционных проектов по оценке совокупного мультипликативного влияния на социально-экономическое развитие регионов», который был составлен эксперты Дальневосточного отделения РАН и Всероссийской академии внешней торговли Минэкономразвития РФ.
В ноябре 2020 года генеральный директор порта Евгений Диев сообщил губернатору Приморского края Олегу Кожемяке о запуске до конца года закрытого вагоноопрокидывателя, что означает прекращение менее экологичной грейферной выгрузки угля на терминале.